# Ardito (torpilleur)
Pour les articles homonymes, voir Ardito.
Le Ardito (fanion « AR ») était un torpilleur italien de la classe Ciclone lancé en 1942 pour la Marine royale italienne (en italien : Regia Marina). 

## Construction et mise en service
Le Ardito est construit par le chantier naval Cantiere navale di Sestri Ponente (Ansaldo) de Sestri Ponente en Italie, et mis sur cale le 3 avril 1941. Il est lancé le 16 mars 1942 et est achevé et mis en service le 30 juin 1942. Il est commissionné le même jour dans la Regia Marina.

## Histoire du service
Unité moderne de la classe Ciclone, conçue spécifiquement pour escorter les convois le long des routes dangereuses vers l'Afrique du Nord, le torpilleur Ardito est entré en service à la mi-1942 et a été fortement utilisé dans les eaux entre l'Italie, la Libye, la Grèce et la Tunisie.
Une fois opérationnel, il est affecté au IIIe Escadron de torpilleurs, où il subit une période intensive d'entraînement initial.
Le 12 octobre à huit heures du soir, il part de Brindisi en escortant, avec le destroyer Folgore et de Recco et le torpilleur Clio, la motrice moderne D'Annunzio. Le convoi rejoint ensuite un autre convoi venant de Corfou (les torpilleurs Partenope et Lampo escortant la motrice Foscolo). Il arrive sain et sauf au port le 14, malgré des attaques aériennes continues qui sont repoussées par le feu des canons à bord. Le Ardito et les autres unités de l'escorte partent pendant la journée et escortent ensuite les navires à moteur Sestriere et Ruhr sur le chemin du retour, sans être attaqués.
Le 4 novembre 1942, malgré des attaques aériennes britanniques répétées, il escorte sans dommage à Tripoli (avec les destroyers Freccia, Folgore et Hermes, ce dernier allemand, et le torpilleur Uragano) un convoi composé du pétrolier Portofino et des transports Col di Lana et Anna Maria Gualdi.
Le 30 novembre, à onze heures du soir, il quitte Naples pour escorter vers Tripoli, avec les torpilleurs Lupo, Aretusa et Sagittario, le convoi " C ", formé par les vapeurs Chisone, Veloce et Devoli. Vers huit heures du soir du 2 décembre, le convoi est attaqué par quatre bombardiers-torpilleurs Fairey Albacore des 821e et 822e escadrons de Malte: le vapeur Veloce réussit avec ses propres mitrailleuses à abattre un appareil, mais à 20h15 il est touché par une torpille qui l'enflamme. Le torpilleur Lupo est resté sur place pour prêter assistance, tandis que le reste du convoi a poursuivi sa route vers sa destination. Entre 23h30 et minuit, le Lupo et le Veloce sont  attaqués par la Force K britannique et coulés après un combat inégal.
Le 16 décembre 1942, le torpilleur effectue une action anti-sous-marine, qui se termine par l'endommagement probable d'une unité sous-marine ennemie.
Le 25 décembre de la même année, le Ardito et son navire-jumeau (sister ship): le Ardente escortent un convoi dans le golfe de Tunis lorsque, à une dizaine de milles au nord-ouest de l'île de Zembra, les navires sont attaqués par le sous-marin britannique HMS P48 (P48): la réaction des grenades sous-marines par les deux torpilleurs touche le sous-marin, qui coule avec tout son équipage à la position géographique de 37° 15′ N, 10° 30′ E,,.
Le 12 janvier 1943, le Ardito sauve les survivants de son navire-jumeau Ardente, qui a coulé au large de Punta Barone (Sicile) après une collision avec le destroyer Grecale.
Le navire a également secouru, en diverses occasions, des marchands naufragés, étant à une occasion mitraillé par des avions ennemis avec des dommages et des pertes parmi l'équipage, mais réussissant à abattre deux avions.
Le 9 juin 1943, le torpilleur effectue une autre action anti-sous-marine dont les résultats n'ont pu être déterminés.
Les 21 et 22 juin 1943, le navire escorte un transport vers Syracuse, qui, en entrant dans le port, est attaqué par une unité sous-marine ennemie qui lance deux torpilles. Depuis le bord du 'Ardito, les sillages des torpilles sont repérés et le feu est ouvert contre les deux armes, ce qui permet au navire marchand de se rendre compte de l'attaque et d'éviter les torpilles. Il s'ensuit une lourde poursuite anti-sous-marine du Ardito, dont les résultats n'ont cependant pas été établis.
Au total, le torpilleur a effectué 54 missions d'escorte, dont 26 en 1942 et 28 en 1943, abattant au total quatre avions anglo-américains.
La proclamation de l'armistice (Armistice de Cassibile) surprend le Ardito dans la base de La Spezia. Dans la journée du 8 septembre 1943, l'unité et un de ses navires-jumeaux, le Aliseo, quittent le port ligurien et se rendent à Bastia, où ils arrivent dans la soirée, escortant le navire à moteur armé Humanitas,. Le 9 septembre, les troupes allemandes tentent d'occuper le port corse par un coup d'état: le Aliseo réussit à appareiller et à sortir du port, mais le Ardito, alors qu'il se prépare à partir, est canonné et mitraillé par les chasseurs de sous-marins allemands UJ 2203 et UJ 2219 et il subit également le feu des mitrailleuses du navire à moteur Humanitas, capturé par les troupes allemandes. Les tirs de canons et de mitrailleuses tuent 70 des 180 membres de l'équipage du Ardito, en plus de causer de lourds dommages au torpilleur. Ensuite, le navire, bloqué à l'intérieur du port, est assailli par les troupes allemandes. Cependant, après la surprise initiale, les troupes italiennes organisent une contre-attaque: les artilleurs italiens reprennent les batteries côtières et le Aliseo, juste à l'extérieur du port, affronte et coule les UJ 2203 et UJ 2209 ainsi qu'un navire à moteur de la Luftwaffe et cinq radeaux à moteur armés allemands. Réparé au mieux, le Ardito peut quitter le port corse en suivant le Aliseo et fait route vers Portoferraio (où ont convergé de nombreux torpilleurs, corvettes et unités mineures et auxiliaires venant des ports de la mer Tyrrhénienne), où il arrive vers 18h00 le 9 septembre, ayant besoin de réparations,. En raison de la gravité des dommages, le Ardito, contrairement aux autres unités, ne peut pas partir vers le sud, et le 16 septembre 1943 le torpilleur est capturé par les Allemands dans le port d'Elbe,,. Le navire est ensuite incorporé dans la Kriegsmarine sous le nom de TA 26,. 
En janvier 1944, il est affecté à la Xe flottille de torpilleurs basée à Gênes. Officiellement en service depuis le 18 décembre 1943, il n'a en réalité effectué ses essais en mer que le 2 février 1944.
Dans la nuit du 24 au 25 avril 1944, le TA 26 et deux autres torpilleurs italiens, le TA 23 (ex Impavido) et le TA 29 (ex Eridano), posent un champ de mines au sud de Capraia, mais peu après, le TA 23 heurte une mine et est endommagé. Le TA 26 le prend en remorque, mais après une attaque infructueuse de torpilleurs britanniques, le TA 23, irrémédiablement endommagé, doit être abandonné et achevé par ses navires-frères ; le TA 26 et le TA 29 sont ensuite retournés à Portoferraio en échappant également à une attaque aérienne (qui s'est soldée par le léger dommage du TA 29 et l'abattage de deux avions).
Dans la nuit du 14 au 15 juin 1944, le TA 26, alors qu'il navigue - sous le commandement du Kapitanleutnant Albrand - avec le torpilleur TA 30 (ex Dragone) dans les eaux de Rapallo pour une mission de pose de mines, est attaqué par les torpilleurs américains PT 552, PT 558 et PT 559. Centré par une torpille, le TA 26 explose et coule à la position géographique de 43° 58′ N, 9° 29′ E,,, emportant 90 hommes avec lui..

### Commandants
- Lieutenant de vaisseau (Tenente di vascello) Emanuele Corsanego (né à Nervi le 22 avril 1908) (juillet - décembre 1942)
- Capitaine de corvette (Capitano di corvetta) Silvio Cavo (né à Boissano le 21 février 1904) (décembre 1942 - septembre 1943)